# Privredna banka Zagreb

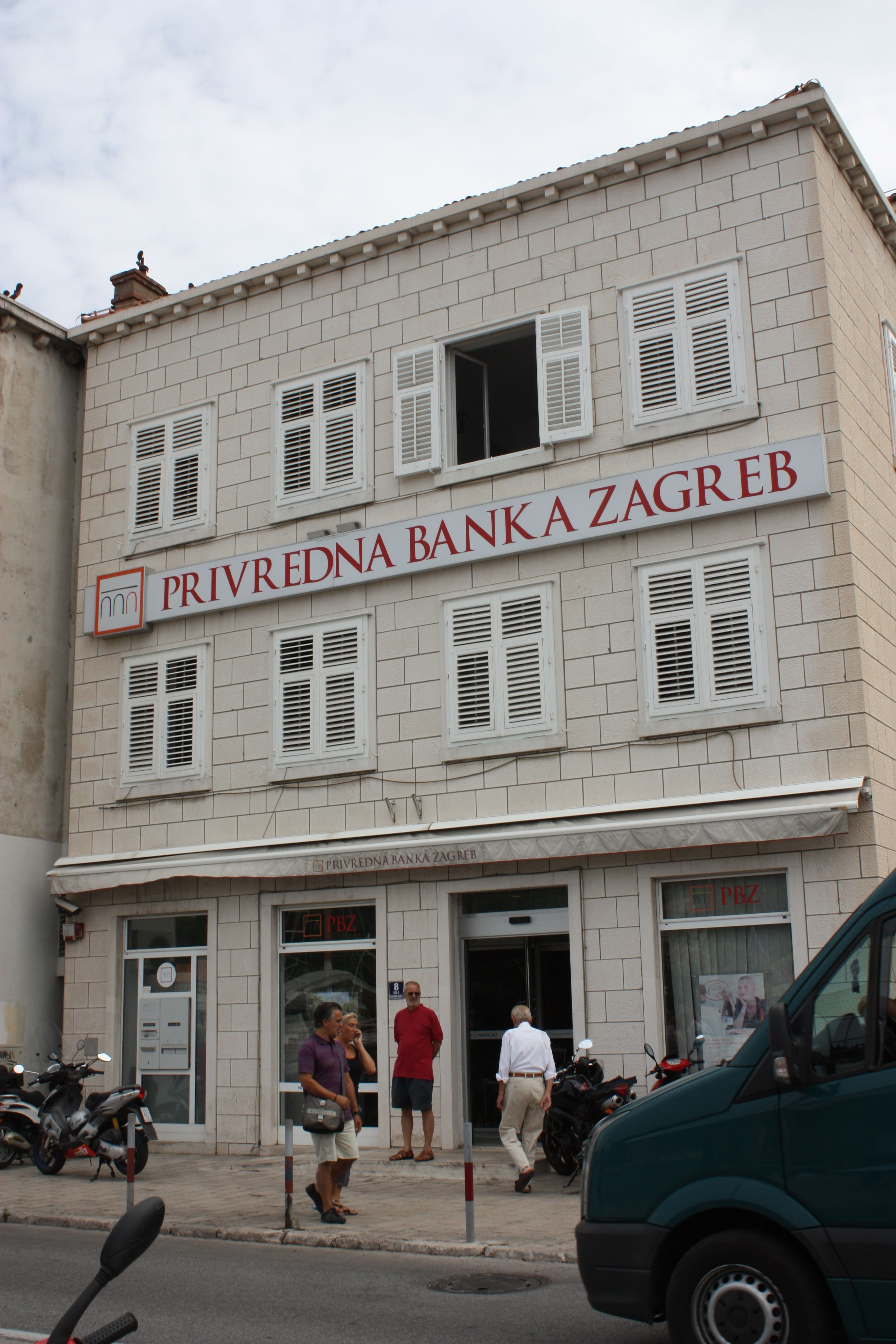
Одне з відділень банку в Дубровнику

Прівредна банка Загреб (хорв. Privredna banka Zagreb (PBZ) «Загребський господарський банк») — другий за величиною банк Хорватії (після Загребачкої банки). Належить групі Intesa Sanpaolo з Італії. Повністю приватизований 1999 року. Допущений до котирування на Загребській фондовій біржі як одна з 24 компаній, включених до фондового індексу CROBEX.

## Історія
Заснований 1966 року на базі та на банківських традиціях Першого хорватського ощадного банку, створеного в 1846 р. у Загребі членами Землеробського об'єднання Хорватії та Славонії. У 90-х роках почав перетворюватися на публічну компанію, а в грудні 1999 року приватизований шляхом придбання 66,3 % його акцій банком Banca Commerciale Italiana (BCI), що скоротило частку уряду Хорватії до 25 відсотків. 2000 року «BCI» злився з Banca Intesa, а в січні 2007 року цей банк ще раз злився з Sanpaolo IMI, тим самим утворюючи групу Intesa Sanpaolo, до якої нині входить і «PBZ».
У цьому банку працювало чимало відомих хорватських економістів, у тому числі колишній губернатор Хорватського національного банку (HNB) Желько Рогатинський (на посаді головного економіста в 1998—2000 рр.) та Марко Шкреб (призначений головним економістом «PBZ» у вересні 2007 р.). Головний виконавчий директор банку з 1998 року Божо Прка за прем'єрства Златка Матеші обіймав посаду міністра фінансів у 1995—97 роках. Ще один колишній міністр фінансів Мартіна Далич працювала головним економістом у «PBZ» з 2000 по 2004 рік.
Банк одержав численні нагороди на знак визнання своєї виняткової впливовості в Хорватії та регіоні від таких галузевих журналів, як Euromoney, Global Finance та The Banker. Він також триразовий лауреат премії «Золота куна» від Хорватської торговельної палати як найкращий банк (2004, 2005 і 2010 року). Починаючи з 2006 року, «Privredna banka Zagreb» спонсорує щорічний тенісний турнір PBZ Zagreb Indoors, який є частиною Світового туру ATP 250.